# Erin Moran
Erin Marie Moran Fleischmann (Burbank, 18 oktober 1960 – Corydon, 22 april 2017) was een Amerikaanse actrice.

## Biografie
Moran groeide op in Los Angeles als jongste van zes kinderen en werd voor het eerst gezien in een tv-commercial op 6-jarige leeftijd. Van 1968 tot 1969 werd ze gezien als kindactrice in 15 afleveringen van de televisieserie Daktari in de rol van Jenny Jones. Eind jaren 1960 had ze ook enkele kleinere speelfilmrollen. Haar bekendste rol was die van Joanie Cunningham, die ze portretteerde in de sitcom Happy Days van 1974 tot 1984 in 239 afleveringen. In 1982 en 1983 verscheen ze in dezelfde rol in de spin-off Joanie Loves Chachi, die na 17 afleveringen werd geannuleerd. Voor haar werk in deze serie ontving ze in 1983 de Young Artist Award. In 1981 speelde ze samen met Edward Albert in de sciencefiction-horrorfilm Planet of Terror, geproduceerd door Roger Corman.
Na het einde van Happy Days werd Moran slechts zelden als actrice gezien, onder meer in gastrollen op Love Boat en de misdaadserie Diagnosis Murder. 

## Privéleven en overlijden
Ze was in het tweede huwelijk getrouwd met Steven Fleischmann en had geen kinderen. Meest recentelijk woonde ze in een woonwagenpark. Ze leed aan vergevorderde kanker en werd op de middag van 22 april 2017 op 56-jarige leeftijd levenloos gevonden.

## Filmografie

### Televisie
- 1968–1969: Daktari
- 1970: My Three Sons
- 1971: Gunsmoke
- 1974–1984: Happy Days
- 1975: The Waltons
- 1983: Hotel
- 1985: The Love Boat
- 1986: Murder, She Wrote
- 1998: Diagnosis Murder
- 2009: The Bold and the Beautiful

### Film
- 1967: Who's Minding the Mint?
- 1968: How Sweet It Is!
- 1969: 80 Steps to Jonah
- 1969: The Happy Ending
- 1981: Galaxy of Terror
- 2003: Former Child Star
- 2010: Not Another B Movie

- Bibliothèque nationale de France: cb17057558j (data)
- Gemeinsame Normdatei: 1263889549
- International Standard Name Identifier: 0000 0000 4941 8855
- Library of Congress Control Number: nr2001042836
- Virtual International Authority File: 51621906
- WorldCat: E39PBJd3RJfXBBgqCvKFwYJYyd